# Куно, Мисаки
Мисаки Куно (яп. 久野 美咲 Куно Мисаки, род. 19 января 1993 года, Токио, Япония) — японская актриса и сэйю.

## Биография
Мисаки Куно родилась 19 января 1993 года в Токио. С шести лет играла в различных театральных постановках, среди которых были мюзикл Musical Wizard of Oz и спектакль Wandering. В 2003 году Куно дебютировала в качестве сэйю, приняв участие в дублировании южнокорейского фильма «Телефон». В дальнейшем Куно активно занималась дубляжом иностранных фильмов, а с 2010 года стала озвучивать роли в аниме и компьютерных играх.
В начале декабря 2013 года Куно была утверждена на роль Кейт Хосимии/Госпожи Венеры, главной героини аниме-сериала World Conquest Zvezda Plot. В 2014 году Куно получила роль Тамы в аниме-сериале Selector Infected WIXOSS, а также свиньи Хоука в аниме-сериале «Семь смертных грехов». В аниме-сериале Dragon Pilot: Hisone and Masotan (2018) Куно озвучила главную героиню по имени Хисонэ Амакасу и в составе группы D-Pai исполнила закрывающую музыкальную тему «Le temps de la rentrée: Koi no Ieji (Shingakki)», которая является кавером на песню «Le temps de la rentrée» Франс Галль. В As Miss Beelzebub Likes (2018) Куно досталась роль демонессы Бельфегор; от лица этого персонажа (character song) Куно совместно с Саори Ониси и Ай Какумой исполнила закрывающую музыкальную тему «Akuma de Koiwazurai». В число озвученных Куно персонажей входят: Момо Кавамото из Sangatsu no Lion (2016), Сио Кобэ из Happy Sugar Life (2018), Кли из компьютерной игры Genshin Impact (2020), Фредерика Розенфорт из аниме-сериала 86: Eighty Six (2021), Фапта из Made in Abyss: The Golden City of the Scorching Sun (2022) и другие.
Куно ранее являлась участницей театральной труппы «Вакакуса» и клиенткой агентства Whoopee. В настоящее время её интересы представляет агентство Office Osawa.

## Избранная фильмография

### Аниме-сериалы
2010
- «Ну не может моя сестрёнка быть такой милой» — Бриджит Эванс[19]

2012
- Black Rock Shooter — Хиро[19]

2013
- Day Break Illusion — Церебрум[19]
- Galilei Donna — Гранде Россо[19]
- Log Horizon — Сэрара[20]
- Mondaiji-tachi ga Isekai Kara Kuru Sou Desu yo? — Меллн[19]
- Ro-Kyu-Bu! SS — Мими Бальгери[21]
- «Ну не может моя сестрёнка быть такой милой 2» — Бриджит Эванс[19]

2014
- Atelier Escha & Logy: Alchemists of the Dusk Sky — Ку[19]
- If Her Flag Breaks — Курумико Дайсикёгава[22]
- Log Horizon 2 — Сэрара
- Mysterious Joker — Роко[19]
- Nanana’s Buried Treasure — Саки Ёсино[23]
- Selector Infected WIXOSS — Тама[5]
- Strike the Blood — Лидианна Дидье[19]
- The Irregular at Magic High School — Нанами Касуга[19]
- World Conquest Zvezda Plot — Кейт Хосимия/Госпожа Венера[4]
- «Бездомный бог» — Кэйити Оно, Хинаха[19]
- «Семь смертных грехов» — Хоук[6]

2015
- Lupin the 3rd Part IV: The Italian Adventure — Карла Гаутьери[19]
- Mysterious Joker 2nd Season — Роко
- Plastic Memories — Нина[19]
- Robot Girls Z+ — Пон-тян[24]
- Senki Zessho Symphogear GX — Эльфнайн[25]
- The Idolmaster Cinderella Girls 2nd Season — Нина Итихара
- Utawarerumono: The False Faces — Синонон[19]
- «Бездомный бог: Арагото» — Хинаха
- «Дюрарара!!×2» — Аканэ Авакусу[26]

2016
- Ace Attorney — Харуми Аясато
- Big Order — Сэна Хосимия[27]
- Dimension W — Дебби Истривер
- Kamiwaza Wanda — Юй
- Kiznaiver — Нико Ниияма[28]
- Magi: Adventure of Sinbad — Кикирику
- Musaigen no Phantom World — Куруми Кумамакура[29]
- Mysterious Joker 3rd Season — Роко
- Sangatsu no Lion — Момо Кавамото[11], Сиро-тян
- Rilu Rilu Fairilu — Повава

2017
- Akiba’s Trip: The Animation — Тасудзин Рату[30]
- Battle Girl High School — Сакура Фудзимия[31]
- Cho Shonen Tantei-dan NEO — Норо-тян
- Monster Hunter Stories: Ride On — Натс
- Sagrada Reset — Мари Куракава[32]
- Sangatsu no Lion 2nd Season — Момо Кавамото, Сиро-тян
- Senki Zessho Symphogear AXZ — Эльфнайн
- The Idolmaster Cinderella Girls Theater 2nd Season — Нина Итихара
- «Невеста чародея» — Хьюго[33]

2018
- As Miss Beelzebub Likes — Бельфегор[9]
- Dragon Pilot: Hisone and Masotan — Хисонэ Амакасу[7]
- Fairy Tail: Final Season — Абель
- Happy Sugar Life — Сио Кобэ[12]
- Last Period: The Story of an Endless Spiral — Диа
- Lostorage Conflated WIXOSS — Тама
- «Семь смертных грехов: Возрождение заповедей» — Хоук

2019
- Azur Lane — крейсер «Пин-Хай», линкор «Нагато»
- Carole & Tuesday — Джи Джи Кей[34]
- Endro! — Мао[35]
- Senki Zessho Symphogear XV — Эльфнайн
- Senryu Girl — Кино Якобэ[36]
- «Семь смертных грехов: Гнев богов» — Хоук

2020
- Log Horizon: Destruction of the Round Table — Сэрара[37]
- Mewkledreamy — Цуги[38]
- «Re:Zero. Жизнь с нуля в альтернативном мире» — Тайфун
- Seton Academy: Join the Pack! — Юкари Комори[39]
- The Misfit of Demon King Academy — Зешия Бьянка

2021
- 86: Eighty Six — Фредерика Розенфорт[15]
- Godzilla Singular Point — Пэро 2[40]
- Non Non Biyori Nonstop — Сиори[41]
- The Dungeon of Black Company — Рим[42]
- «Семь смертных грехов: Яростное правосудие» — Хоук

2022
- Aharen-san wa Hakarenai — Рэн Ахарэн[43]
- Akebi’s Sailor Uniform — Као Акэби[44]
- Black Rock Shooter: Dawn Fall — чёрный трайк[45]
- Insect Land — Миа[46]
- Legend of Mana: The Teardrop Crystal — Мисс Юка[47]
- Lycoris Recoil — Куруми[48]
- Made in Abyss: The Golden City of the Scorching Sun — Фапта[49], Ирмюй
- Prima Doll — Тиё[50]
- Princess Connect! Re:Dive Season 2 — Мисаки[51]
- Smile of the Arsnotoria the Animation — Арснотория[52]
- Summer Time Rendering — Хайнэ[53]
- Utawarerumono: Mask of Truth — Синонон[54]

2023
- Am I Actually the Strongest? — Тиариетта Лусейаннель[55]
- Fly Me to the Moon Season 2 — Кагами Кюма
- In Another World with My Smartphone Season 2 — Релиэль Рен Рефриз
- Kusuriya no Hitorigoto — Сяолань[56]
- The Diary of Ochibi-san — Сироппои[57]
- The Fire Hunter — Токо[58]
- The Idolmaster Cinderella Girls U149 — Нина Итихара[59]
- The Misfit of Demon King Academy II — Зешия Бьянка
- Urusei Yatsura — Шугар[60]

2024
- KamiErabi God.app (второй сезон) — Эко Сасаки[61]
- Kinokoinu: Mushroom Pup — Плум[62]
- Mission: Yozakura Family — Аи[63]
- Sound! Euphonium 3 — Сацуки Судзуки
- Studio Apartment, Good Lighting, Angel Included — Сиу[64]
- The Ossan Newbie Adventurer — Алисеретта Дракул[65]
- The Strongest Tank’s Labyrinth Raids — Амон[66]

2025
- Digimon Beatbreak — Тиропмон[67]
- Kusuriya no Hitorigoto (второй сезон) — Сяолань
- Momentary Lily — Садзанка Ёсино[68]
- Reincarnated as a Neglected Noble — Агэха[69]
- The Daily Life of a Middle-Aged Online Shopper in Another World — Анемона[70]
- Witch Watch — Куромицу[71]

2026
- Mao no Musume wa Yasashi Sugiru!! — Ду[72]
- Roll Over and Die — Этерна Райнбоу[73]

### Аниме-фильмы
- 2010 — «Повелители терний» — Алиса
- 2014 — Okii Ichinensei to Chiisana Ninensei — Марико[74]
- 2015 — Go! Princess PreCure The Movie: Go! Go!! Splendid Triple Feature!!! — Пан
- 2016 — Selector Destructed WIXOSS — Тама
- 2018 — «Семь смертных грехов: Узники небес» — Хоук[75]
- 2018 — «Укрась прощальное утро цветами обещания» — Мэдмэл[76]
- 2019 — Sound! Euphonium: The Movie – Our Promise: A Brand New Day — Сацуки Судзуки[77]
- 2021 — «Семь смертных грехов: Проклятые светом» — Хоук
- 2022 — The First Slam Dunk — Анна Мияги[78]
- 2023 — Maboroshi — Ицуми[79]
- 2023 — Hibike! Euphonium Ensemble Contest — Сацуки Судзуки
- 2025 — Chinpui Eri-sama no Good Luck — Тимпуи[80]
- 2025 — Eiga Odekake Kozame Tokai no Otomodachi — Усамэ-тян[81]
- 2026 — Made in Abyss: Mezameru Shinpi — Фапта[82]

### OVA/ONA
- 2010 — Black Rock Shooter — младший брат Мато
- 2016 — Strike the Blood II — Лидианна Дидье
- 2018 — Lost Song — Эл[83]
- 2021 — Aoi Hane Mitsuketa! Sagashite Miyo Mijika na Tori-tachi — полевой воробей[84]
- 2024 — Rising Impact — Гавейн Нанауми[85]
- 2025 — Lycoris Recoil: Friends Are Thieves of Time — Куруми

### Компьютерные игры
2014
- Granblue Fantasy — Камьез

2015
- Battle Girl High School — Сакура Фудзимия
- Kantai Collection — Литторио/Италия, Рома, Таканами
- Mighty No. 9 — Криосфера
- The Great Ace Attorney: Adventures — Айрис Уилсон[86]

2016
- Harmonia — Типи[87]
- Shin Megami Tensei IV: Apocalypse — Токи

2017
- Azur Lane — крейсер «Пин-Хай», линкор «Нагато»
- Magia Record — Юма Титосэ
- Xenoblade Chronicles 2 — Хана

2018
- Princess Connect! Re:Dive — Мисаки

2019
- Another Eden — Лавли
- Fate/Grand Order — Бениэнма
- The Seven Deadly Sins: Grand Cross — Хоук

2020
- Fire Emblem Heroes — Мирабилис
- Genshin Impact — Кли[13][14]
- Persona 5 Strikers — София[88]

2021
- Cookie Run: Kingdom — Кремовая Печенька III
- Smile of the Arsnotoria — Арснотория[89]
- The King of Fighters All Star — Хоук

2023
- Fate/Samurai Remnant — Кая Огасавара[90]
- Goddess of Victory: Nikke — Кокоа[91]

### Drama CD
- 2014 — Candy Pop Nightmare — Нии-сан[92]
- 2017 — Te wo Tsunago yo — Дайдзу Кусуноки[93]
- 2018 — Ayakashiko — дзасики-вараси Кии[94]

## Награды и номинации
| Год  | Награда                  | Результат | Категория                  | Работа                                                               | Прим.  |
| ---- | ------------------------ | --------- | -------------------------- | -------------------------------------------------------------------- | ------ |
| 2023 | Anime Trending Awards    | 3-е место | Лучшая актриса озвучивания | Фапта из Made in Abyss: The Golden City of the Scorching Sun         | [ 95 ] |
| 2023 | Crunchyroll Anime Awards | Номинация | Лучший сэйю                | Фапта и Ирмюй из Made in Abyss: The Golden City of the Scorching Sun | [ 96 ] |